# Arremon perijanus
El cerquero de Perijá (Arremon perijanus) es una especie de ave paseriforme de la familia Passerellidae endémica de la serranía del Perijá.

## Distribución y hábitat
Se localiza únicamente en los bosques húmedos de montaña de la serranía del Perijá, entre el noreste de Colombia y el noroeste de Venezuela. Se encuentra principalmente en el sotobosque en altitudes entre los 300 y 1200 m s. n. m., especialmente cerca del borde del bosque.

## Taxonomía
El cerquero de Perijá anteriormente se consideraba una subespecie del cerquero cabecilistado (A. torquatus), pero en la actualidad se consideran especies separadas, basándose en las diferencias en los cantos, el plumaje y la genética.  La SACC separó ambas especies en 2010.